# Comité d'État des Statistiques

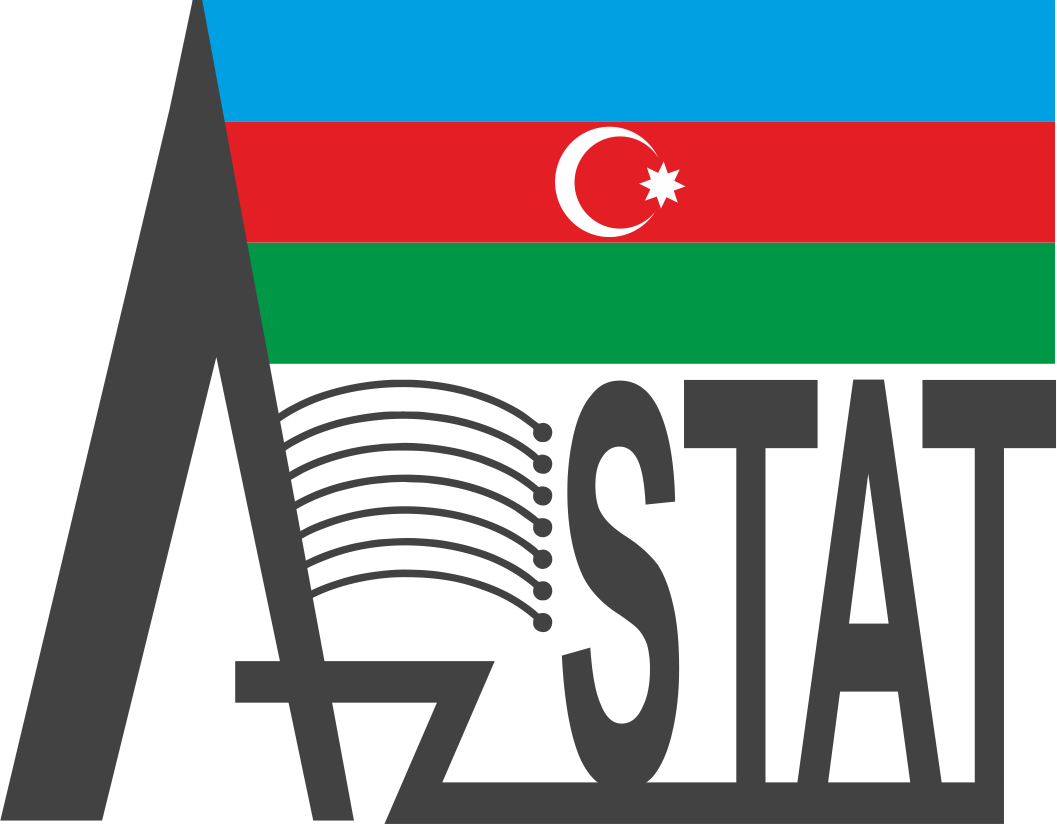
Logo du Comité des Statistiques de la République d'Azerbaïdjan

Le Comité d'État des Statistiques de la République d'Azerbaïdjan est un organisme gouvernemental du gouvernement azerbaïdjanais chargé de la collecte, du traitement et de la diffusion de données statistiques sur l'économie, la démographie et d'autres secteurs de l'activité en République azerbaïdjanaise. L'agence est dirigée par Arif Valiyev.

## Histoire
Les bureaux de statistiques ont été initialement créés et exploités à Chamakhi de 1846 à 1859, à Bakou à partir de 1859 et à Gandja à partir de 1867 après leur incorporation dans les gouvernements russes. Jusqu'en 1917, les données statistiques figuraient dans 20 à 27 tableaux et comprenaient des informations sur la population, le marché du travail, le nombre d'usines, les données agricoles, les prix des produits de base, les données militaires, etc. Avec la création de la République démocratique d'Azerbaïdjan, les autorités tentèrent de créer un bureau centralisé pour la collecte de données statistiques mais ne réussirent que par la création de bureaux de statistiques distincts au sein de divers ministères, comme au sein du ministère de la Propriété de l'Etat le 15 novembre 1918 et au sein du département des terres du ministère de l'Agriculture en juillet 1919.
Après l'établissement du pouvoir soviétique le 8 juillet 1920, Nariman Narimanov a créé un collège de statistiques provisoire au sein du Comité révolutionnaire d'Azerbaïdjan. À partir de 1924, des organismes statistiques régionaux ont été créés dans chaque région. En 1928, un nouveau statut fut créé par le Conseil des commissaires du peuple de la RSS d'Azerbaïdjan pour la création du Département central de la statistique. En 1948, le Département central des statistiques a été transféré au Cabinet des ministres d’Azerbaïdjan. En 1987, le Département central de la statistique a été transformé en Comité national des statistiques de la RSS d'Azerbaïdjan et son statut a été approuvé par le Conseil des ministres de mars 1988. Le 18 février 1994, Heydar Aliyev, président de l'Azerbaïdjan indépendant, a signé la loi sur les statistiques portant création du Comité national de la statistique de la République d'Azerbaïdjan.

## Structure
Le comité est dirigé par son président. Il comprend l'Administration centrale, le Comité national des statistiques de la République de Nakhitchevan, le Département des statistiques de la ville de Bakou, 81 bureaux de statistiques des raions, le Bureau de la comptabilité principal et le Département de la recherche scientifique et de la projection des données statistiques. Le Comité national de statistique de la République d'Azerbaïdjan assure l'activité du système d'information statistique sur la base d'une méthodologie unique dans les domaines social et économique du pays. Le Comité national des statistiques de l’Azerbaïdjan est un organe économique central indépendant réglementant les activités statistiques et d’enregistrement et fonctionnant au sein du système des organes exécutifs centraux. Le comité mène ses activités sur la base d'une étude complète et objective des processus socio-économiques en cours dans le pays, fournit des informations sur l'état socio-économique du pays et est responsable de la mise en œuvre de la politique visant à accroître le rôle des informations statistiques en respectant les droits des individus et des entreprises juridiques et en protégeant leurs privilèges.
Les principales fonctions du comité sont de garantir l’objectivité des informations statistiques et leur correspondance avec les processus intervenant dans les sphères sociale et économique pendant la période de transmission à l’économie de marché; garder le contrôle sur le développement et l'application des informations techniques et économiques; analyse d'informations statistiques, calcul de l'équilibre socioéconomique et démographique et prévisions ultérieures; maintenir la coopération internationale dans le domaine des statistiques, diffuser et échanger des informations statistiques non contraires aux intérêts du pays; fourniture aux organismes gouvernementaux de la République d’Azerbaïdjan du matériel statistique reflétant l’état socioéconomique du pays; organiser la collecte des informations statistiques nécessaires sur la base du calcul statistique d'état, procéder à l'application d'observations facultatives ainsi que d'observations statistiques; assurer la confidentialité des secrets d'État et commerciaux, des informations statistiques, etc.

## Droits du Comité de Statistique de la République d'Azerbaïdjan
La CES d'Azerbaïdjan exerce ses fonctions sur la base des droits énoncés dans la Constitution de la République d'Azerbaïdjan et d'autres entités connexes. Ces droits incluent:
- Préparer ou participer à la préparation de projets d'actes législatifs liés au domaine statistique;

- Rassembler gratuitement des informations statistiques détaillées et fiables de manière déterminée, en volume et en période, auprès d'organes juridictionnels, d'entités exécutives (y compris leurs représentants et affiliations), d'entités légales du pays situées en dehors des frontières de l'Azerbaïdjan ou des représentants d'entités juridiques étrangères les affiliations qui agissent à l'intérieur des frontières de la République d'Azerbaïdjan, y compris des personnes physiques ou des citoyens ordinaux de la République d'Azerbaïdjan, selon des modalités définies par le CES d'Azerbaïdjan.
- Veiller à ce que la République d'Azerbaïdjan appuie les traités internationaux dans le domaine statistique;
- Travailler conjointement avec les organisations internationales concernées de différents pays étrangers d'une manière définie par le pouvoir législatif de l'État;
- Détecter les données déformées et fournir des instructions obligatoires aux entités juridiques correspondantes (leurs bureaux de représentation et leurs filiales) pour la mise en œuvre de ces modifications dans les rapports et documents pertinents et leur demander des informations et des références relatives au problème;
- Réglementer les travaux relatifs à l’approbation et à la mise au point de formulaires relatifs aux formats de rapports statistiques, en déterminant leurs délais et règles de collecte et en éliminant les rapports statistiques officiels qui ont déjà perdu leur signification;
- Sur la base des accords signés, il fournit des services statistiques (non existants dans les programmes liés aux travaux dans le domaine de la statistique), qui doivent être versés au budget de l’État aux personnes morales et physiques;
- Coordonner le processus de vente du matériel statistique produit et du matériel supplémentaire qui ne fait pas partie du programme d'ouvrages statistiques aux utilisateurs, à l'exception des autorités exécutives, législatives et judiciaires, des médias, de manière définie et en payant la redevance au budget de l'État;
- Obtenir les informations nécessaires auprès des organes exécutifs centraux, qui sont le registre national des personnes morales (leurs représentants et leurs succursales) et des entrepreneurs individuels, en vue de la préparation et de la tenue du registre national des unités statistiques;
- Publier des informations sur les résultats de la situation socio-économique, démographique et environnementale de la République d'Azerbaïdjan, résoudre des problèmes méthodologiques dans le domaine des statistiques et proposer des recommandations en fonction des orientations d'activité;
- Choisir la source et la méthode de collecte des données pour effectuer des travaux dans le domaine des statistiques, déterminer la forme et l'heure de leur diffusion;
- Impliquer des experts indépendants et des spécialistes dans leurs activités de la manière prescrite par la loi;
- Utilisation des informations statistiques sur la base de données des autorités exécutives concernées sur la base de l'accord conclu;
- Prise de décisions par les personnes morales et physiques dans le domaine de l’organisation des travaux statistiques, selon le cas;
- Appliquer des mesures administratives de reproche aux personnes qui enfreignent les règles de présentation de données statistiques dans le cadre des autorités et de diffusion de secrets statistiques déterminés par la législation;
- Exercice des autres droits prévus par la législation de la République d’Azerbaïdjan[5].

## Relations internationales
Le CES d’Azerbaïdjan collabore avec les organismes de statistique de divers pays tels que le Kazakhstan, la Turquie, le Tadjikistan, la Russie, la Moldavie, etc. De plus, le comité collabore a développé des relations avec la Division de statistique de l’ONU, le Comité intergouvernemental de statistique du Conseil de sécurité, la Banque mondiale, le FMI, l’UNESCO, la CE, BSEC et des organes statistiques de plus de 40 pays du monde entier.  